# Battus polydamas
Battus polydamas är en fjärilsart som först beskrevs av Carl von Linné 1758.  Battus polydamas ingår i släktet Battus och familjen riddarfjärilar. Inga underarter finns listade i Catalogue of Life.

## Bildgalleri

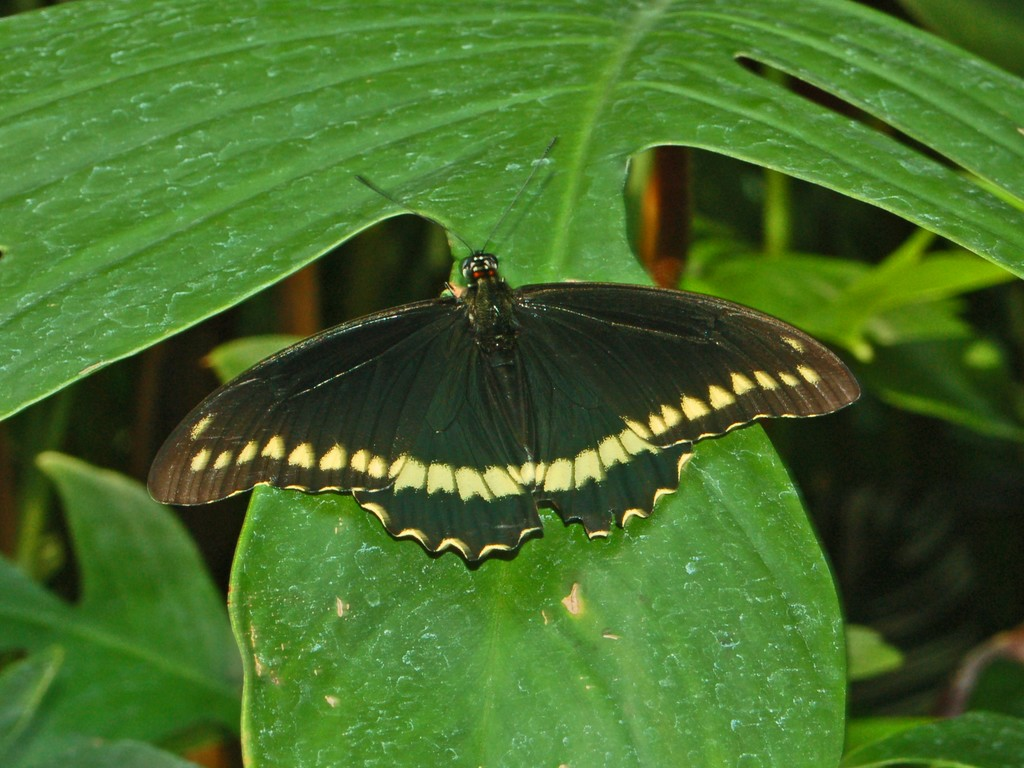
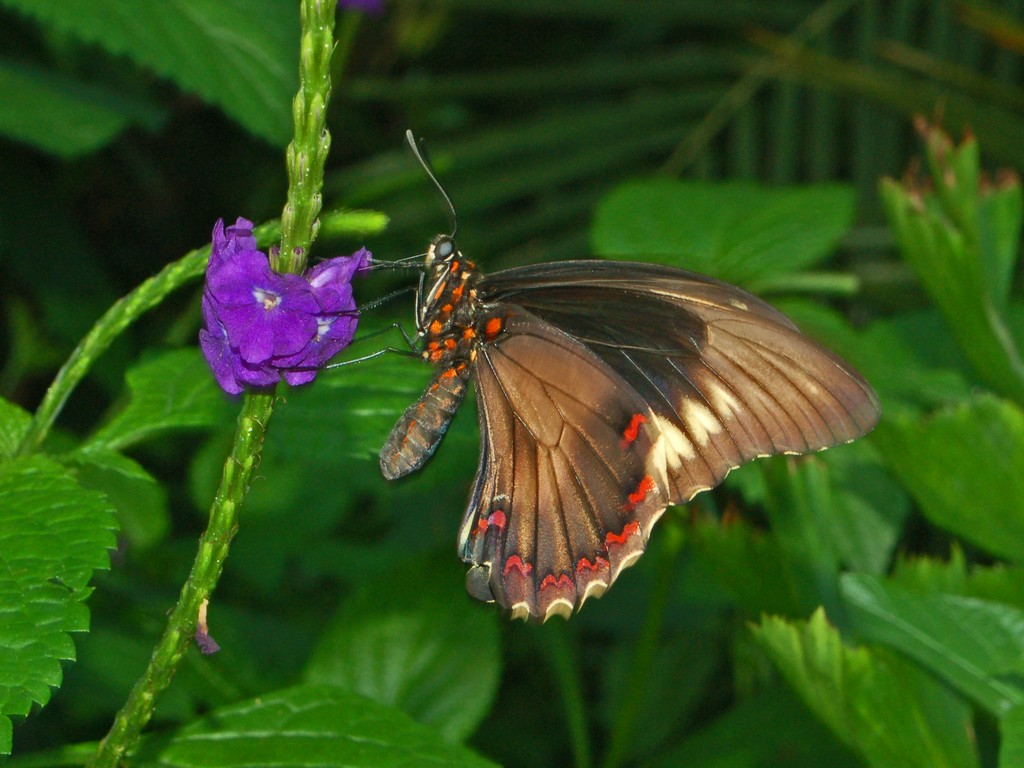
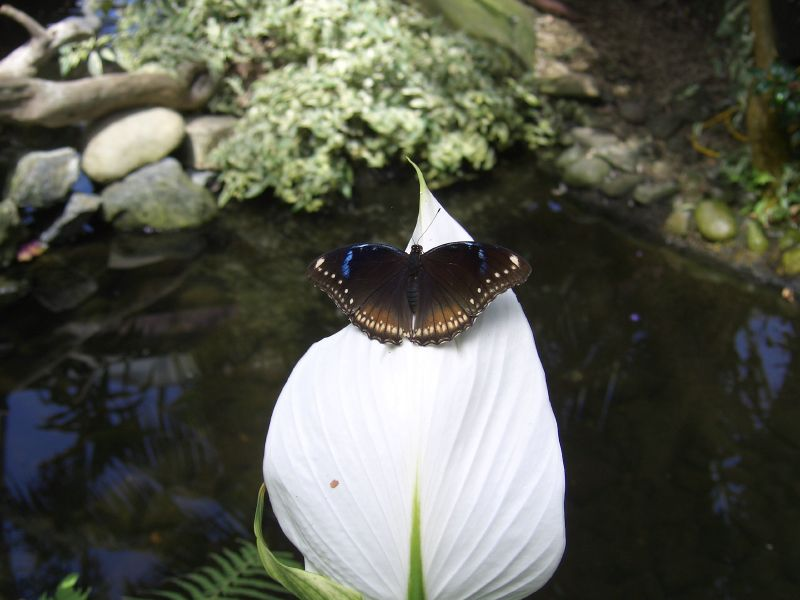
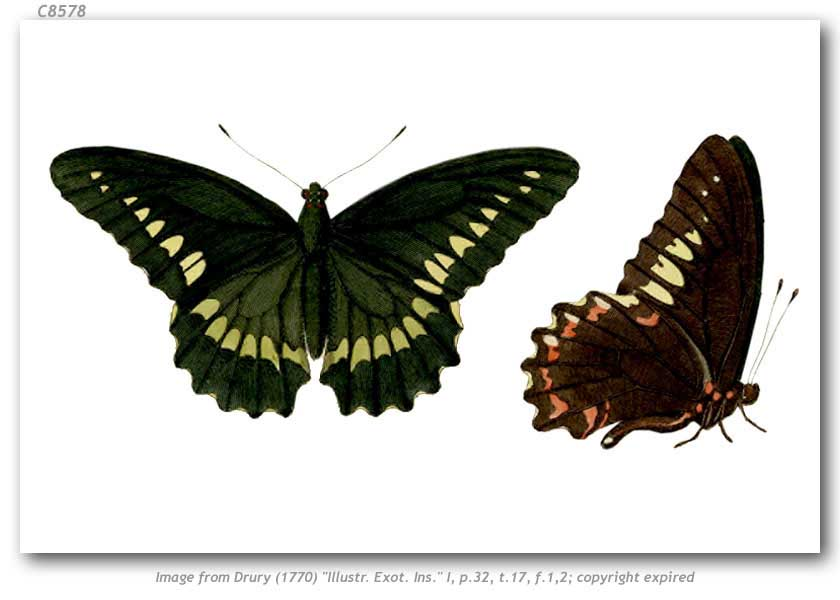